# ذي الكباب (بعدان)

تعديل مصدري - تعديل

ذي الكباب محلة تابعة لقرية ذي حصاحص، التابعة لعزلة المنار بمديرية بعدان إحدى مديريات محافظة إب في الجمهورية اليمنية، بلغ تعداد سكانها 31 حسب تعداد اليمن لعام 2004.